# Arisaema exappendiculatum
Arisaema exappendiculatum är en kallaväxtart som beskrevs av Hiroshi Hara. Arisaema exappendiculatum ingår i släktet Arisaema och familjen kallaväxter. Inga underarter finns listade.